# Galium mutabile
Galium mutabile är en måreväxtart som beskrevs av Wilibald Swibert Joseph Gottlieb von Besser. Galium mutabile ingår i släktet måror, och familjen måreväxter. Inga underarter finns listade i Catalogue of Life.